# Винцент фон Вартенберг
Винцент фон Вартенберг (на немски: Vinzenz von Wartenberg; на чешки: Čeněk z Vartemberka) (роден ок. 1379) е чешки шляхтич и предводител на бохемските католически лоялисти срещу хуситите. По-късно през Хуситските войни той води и отцепническата армия на хуситите каликстинци срещу радикалните таборити и оребити. За лоялността си към Сигизмунд Люксембургски е възнаграден с рицарство в Ордена на Дракона.